# Batman: The Telltale Series
Batman: The Telltale Series är ett episodiskt peka-och-klicka-äventyrsspel utvecklat och utgivet av Telltale Games och distribueras av Warner Bros. Interactive Entertainment under dess etikett DC Entertainment. Spelet är baserat på Bob Kanes och Bill Fingers serietidning Batman, men som inte är anknuten till någon tidigare adaptering av serietidningen på film eller andra medier.

## Röstskådespelare
- Troy Baker - Batman / Bruce Wayne, Thomas Wayne
- Laura Bailey - Catwoman / Selina Kyle
- Richard McGonagle - Carmine Falcone
- Jason Spisak - Penguin / Oswald Cobblepot
- Travis Willingham - Harvey Dent / Two-Face
- Enn Reitel - Alfred Pennyworth
- Erin Yvette - Vicki Vale
- Murphy Guyer - James Gordon
- Krizia Bajos - Renee Montoya
- Robert Clotworthy - Jack Ryder, Peter Grogan
- Dave Fennoy - Lucius Fox
- Steven Blum - Blockbuster
- Anthony Ingruber - Joker
- Robert Pescovitz - Mayor Hill
- Lorri Holt - Regina Zellerback